# Тхиенчай Саманчит, Лаврентий
Лаврентий Тхиенчай Саманчит  (тайск. ลอเรนซ์ เทียนชัย สมานจิต, 28.11.1931 г., Хуапхай, Чонбури, Таиланд)  — католический прелат, епископ Чантахбури с 3 июля 1971 года 4 апреля 2009 год.

## Биография
Лаврентий Тхиенчай Саманчит родился 28 ноября 1931 года в населённом пункте Хуапхай, Чонбури, Таиланд. 29 января 1959 года был рукоположён в священника. 
3 июля 1971 года Римский папа Павел VI назначил Лаврентия Тхиечая Саманчита епископом Чантхабури. 3 октября 1971 состоялось рукоположение Лаврентия Тхиенчая Саманчита в епископа, которое совершил епископ Франциск Ксаверий Сангун Суваннасри в сослужении с архиепископом Бангкока Иосифом Кхиамсун Ниттайо и архиепископом Тхари и Нонсенга Михаилом Киеном Самопитаком.